# Olympische Sommerspiele 1952/Schwimmen – 4 × 200 m Freistil (Männer)
Die 4-mal-200-Meter-Freistilstaffel der Männer bei den Olympischen Spielen 1952 in Helsinki wurde am 28. und 29. Juli ausgetragen. Olympiasieger wurde die US-amerikanische Staffel. Silber gewann Japan und Bronze ging an Frankreich.

## Ergebnisse

### Vorläufe
Die 8 schnellsten Staffeln aller Läufe qualifizierten sich für das Finale.
Lauf 1
| Rang | Athlet                                                         | Nation         | Zeit       | Anm. |
| ---- | -------------------------------------------------------------- | -------------- | ---------- | ---- |
| 1    | Joseph Bernardo Aldo Eminente Alex Jany Jean Boiteux           | Frankreich     | 8:55,9 min |      |
| 2    | Roy Botham Ronald Burns Thomas Welsh Jack Wardrop              | Großbritannien | 8:59,7 min |      |
| 3    | Rex Aubrey Frank O’Neill Garrick Agnew John Marshall           | Australien     | 9:01,4 min |      |
| 4    | Wiktor Drobinski Wassili Karmanow Leonid Meschkow Lew Balandin | Sowjetunion    | 9:01,9 min |      |
| 5    | Carlo Pedersoli Egidio Massaria Angelo Romani Giovanni Paliaga | Italien        | 9:17,9 min |      |
| 6    | Pentti Ikonen Pentti Paatsalo Mauno Valkeinen Leo Telivuo      | Finnland       | 9:26,6 min |      |

Lauf 2
| Rang | Athlet                                                              | Nation                | Zeit       | Anm. |
| ---- | ------------------------------------------------------------------- | --------------------- | ---------- | ---- |
| 1    | Wallace Wolf Donald Sheff Frank Dooley Ellsworth Johnson            | Vereinigte Staaten    | 8:50,9 min |      |
| 2    | György Csordás László Gyöngyösi Gusztáv Kettesi Imre Nyéki          | Ungarn                | 8:54,6 min |      |
| 3    | Graham Johnston Dennis Ford John Durr Peter Duncan                  | Südafrikanische Union | 8:58,7 min |      |
| 4    | Haroldo Lara Sylvio dos Santos Aram Boghossian João Gonçalves Filho | Brasilien             | 9:09,0 min |      |
| 5    | Kamiel Reynders Joseph Anthoon Marcel Anthoon Alfons Bierebeek      | Belgien               | 9:45,5 min |      |

Lauf 3
| Rang | Athlet                                                              | Nation      | Zeit       | Anm. |
| ---- | ------------------------------------------------------------------- | ----------- | ---------- | ---- |
| 1    | Yoshihiro Hamaguchi Hiroshi Suzuki Tōru Gotō Teijirō Tanikawa       | Japan       | 8:42,1 min | OR   |
| 2    | Rolf Olander Göran Larsson Olle Johansson Per-Olof Östrand          | Schweden    | 8:52,3 min |      |
| 3    | Federico Zwanck Marcelo Trabucco Pedro Galvão Alfredo Yantorno      | Argentinien | 8:59,3 min |      |
| 4    | Gerald McNamee Lucien Beaumont Leo Portelance Allen Gilchrist       | Kanada      | 9:10,9 min |      |
| 5    | Gotfryd Gremlowski Antoni Tołkaczewski Józef Lewicki Jerzy Boniecki | Polen       | 9:13,7 min |      |
| 6    | Alberto Isaac Efrén Fierro César Borja Tonatiuh Gutiérrez           | Mexiko      | 9:15,7 min |      |

### Finale
| Rang | Athlet                                                         | Nation                | Zeit       | Anm. |
| ---- | -------------------------------------------------------------- | --------------------- | ---------- | ---- |
| 1    | Wayne Moore William Woolsey Ford Konno James McLane            | Vereinigte Staaten    | 8:31,1 min | OR   |
| 2    | Hiroshi Suzuki Yoshihiro Hamaguchi Tōru Gotō Teijirō Tanikawa  | Japan                 | 8:33,5 min |      |
| 3    | Joseph Bernardo Aldo Eminente Alex Jany Jean Boiteux           | Frankreich            | 8:45,9 min |      |
| 4    | Lars Svantesson Göran Larsson Per-Olof Östrand Olle Johansson  | Schweden              | 8:46,8 min |      |
| 5    | László Gyöngyösi György Csordás Géza Kádas Imre Nyéki          | Ungarn                | 8:52,6 min |      |
| 6    | Roy Botham Ronald Burns Thomas Welsh Jack Wardrop              | Großbritannien        | 8:52,9 min |      |
| 7    | Graham Johnston Dennis Ford John Durr Peter Duncan             | Südafrikanische Union | 8:55,1 min |      |
| 8    | Federico Zwanck Marcelo Trabucco Pedro Galvão Alfredo Yantorno | Argentinien           | 8:56,9 min |      |